# کاستلین
کاستِییون (اسپانیایی: Castellón de la Plana) مرکز استان کاستییون اسپانیا است. جمعیت آن ۱۷۴٬۷۱۰ نفر و مساحتش ۱۰۹ کیلومتر مربع است.

## اقتصاد

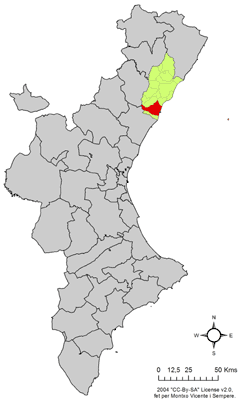